# Rolando Blackman
Rolando "Ro" Antonio Blackman és un exjugador de bàsquet panameny-estatunidenc, la carrera professional del qual va transcórrer durant la dècada dels 80. Va néixer el 26 de febrer de 1959 a la ciutat de Panamà. Mesurava 1,98 m i jugava en la posició de base. En l'actualitat és el Director de desenvolupament de jugadors dels Dallas Mavericks.

## Carrera esportiva

### Universitat
Va créixer a Brooklyn, Nova York, i posteriorment va assistir a la Universitat de Kansas State, sent el jugador més destacat del seu equip. El 1980 va ser nomenat jugador de l'any de la seva conferència, i triat All-America, llista que designa els millors universitaris del país. Va anotar, en les seves 4 temporades, 1844 punts, la segona anotació més alta de la història de la seva universitat. Les seves estadístiques mitjanes van ser de 15,2 punts i 5 rebots per partit.
Finalment, abans de començar la seva última temporada, va ser elegit per representar els Estats Units en els Jocs Olímpics de Moscou 1980, però l'equip nord-americà no hi va participar finalment pel boicot del seu país.

### NBA
Va ser triat en la novena posició del Draft de l'NBA del 1981 pels Dallas Mavericks, equip en el qual romandria durant 11 temporades, als quals portaria als play-offs en 6 ocasions, sent triat 4 vegades per participar en l'All-Star Game. Excepte en els seus dues primeres temporades, la seva mitjana d'anotació va rondar sempre els 20 punts per partit.
El 1992, amb 33 anys, va ser traspassat als New York Knicks, on va jugar dos anys més, amb un rendiment notablement inferior al de la seva carrera a Dallas.

### Europa
Va decidir estendre la seva carrera anant a jugar a Europa, fitxant per l'equip de la lliga grega de l'AEK Atenes BC, la temporada 1994-95. A l'any següent la seva destinació seria la Lega italiana, en concret l'Olimpia Milano, amb el qual guanyaria la lliga i la copa.

#### Equips
Jugador
- Dallas Mavericks (1981-1992)
- New York Knicks (1992-1994)
- AEK Atenes (Lliga Grega) (1994-1995)
- Olimpia Milano (Lliga Italiana) (1995-1996)
- CSP Llemotges (Lliga francesa) (1996-1997)

Entrenador
- Dallas Mavericks (2000-2007), (Assist.)
- Alemanya (2001-2003), (Assist.)
- Turquia (2010), (Assist.)

## Assoliments personals
- Va participar en l'All-Star Game en 4 ocasions.
- Campió de la lliga italiana el 1996.
- El número 22 que lluïa als Mavericks va ser retirat l'any 2000.